# Beckumer Anschläge
Die Beckumer Anschläge (auch Beckumer) sind eine Sammlung von närrischen Geschichten, die vorgeblich in der Stadt Beckum spielen und den Schildbürgerstreichen ähneln.
Diese und andere Erzählungen wurden im sogenannten Lalebuch (= Narrenbuch gedruckt Anno 1597 zu Laleburg) populär unters Volk gebracht und verschiedenen Städten angehängt. Fast jeder Landstrich hat auf diese Weise sein Schilda bekommen. Bei den Beckumer Anschlägen handelt es sich also um literarische Wandersagen.
Als in Beckum das erste Notgeld gedruckt wurde, hat man mit viel Selbstironie die Narreteien als ortstypische Darstellungen auf den Notgeldscheinen abgebildet. Einige von ihnen zeigen die Innenbemalung der Soestwarte, eines Aussichtsturms bei Beckum.

## Beckumer Anschläge auf Notgeldscheinen

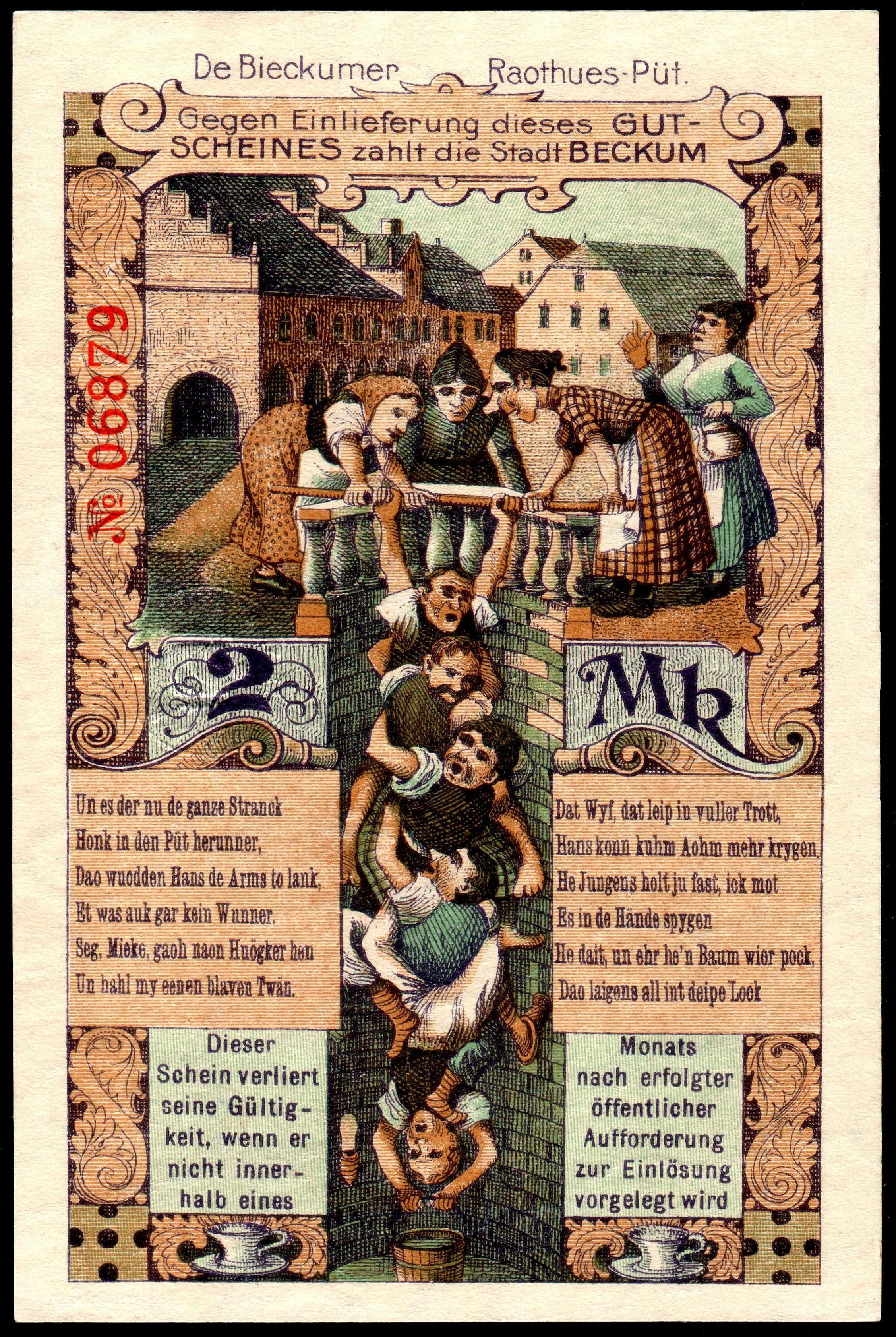
Die „Beckumer Pütt“ wird gereinigt
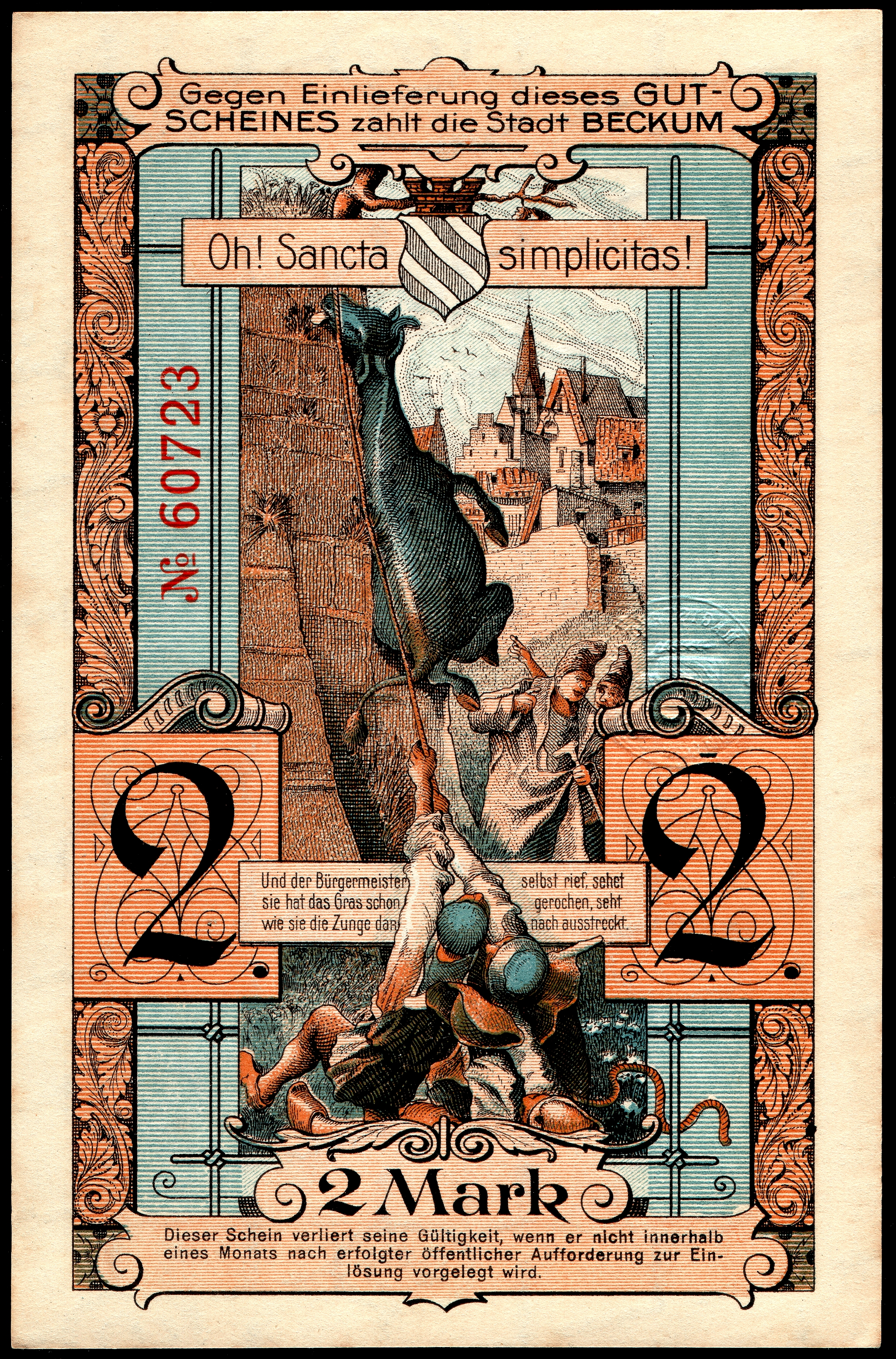
Eine Kuh wird hochgezogen, um das Gras auf einer Mauer zu fressen
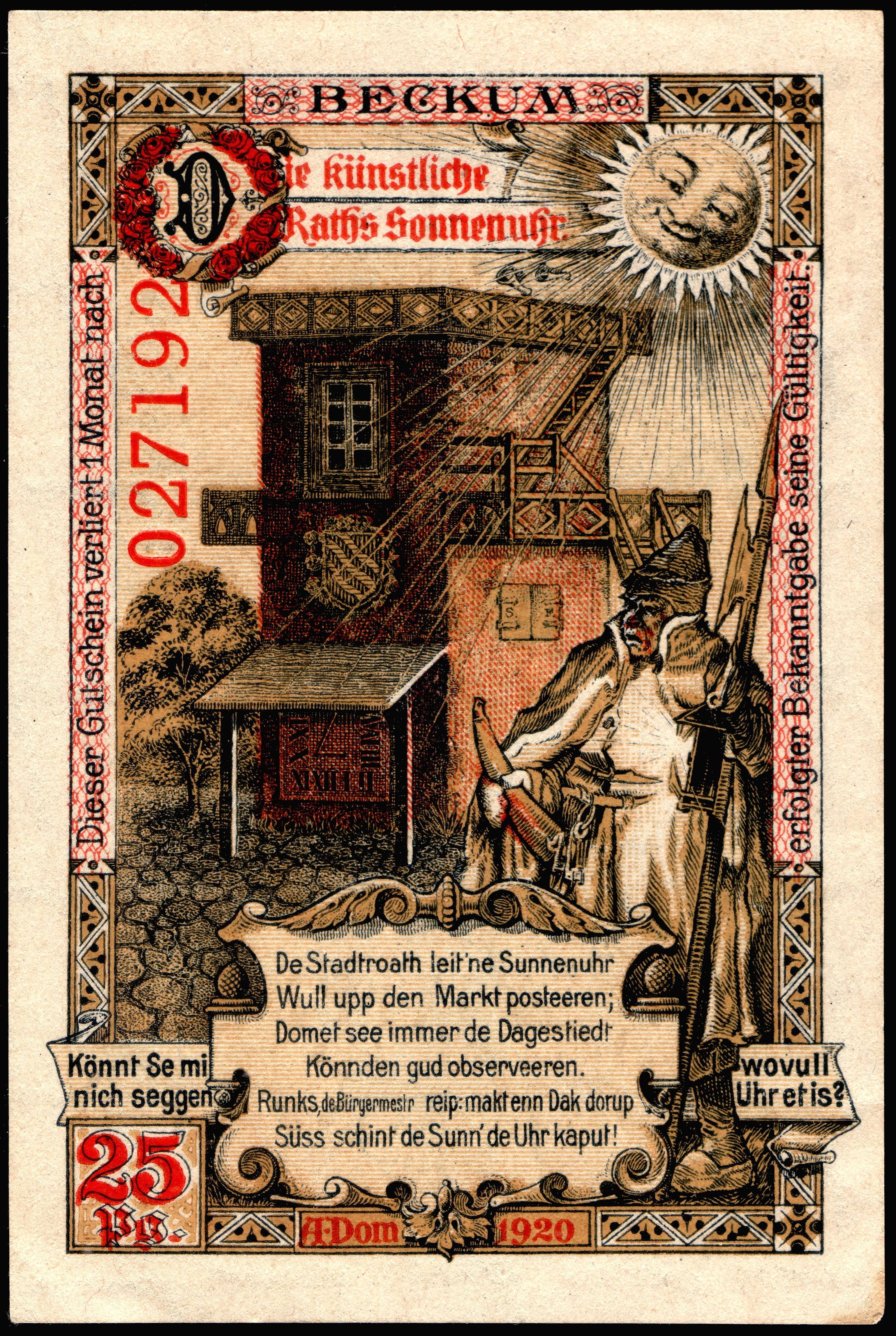
Ein Dach wird über einer Sonnenuhr gebaut